# Playa de Pinet
La Playa de Pinet está situada en San José, en la parte sur de la isla de Ibiza, en la comunidad autónoma de las Islas Baleares, España.
Es una playa urbana muy frecuentada y rodeada de edificaciones que albergan el turismo de la zona.